# Mariä-Geburt-Kirche (Wien)

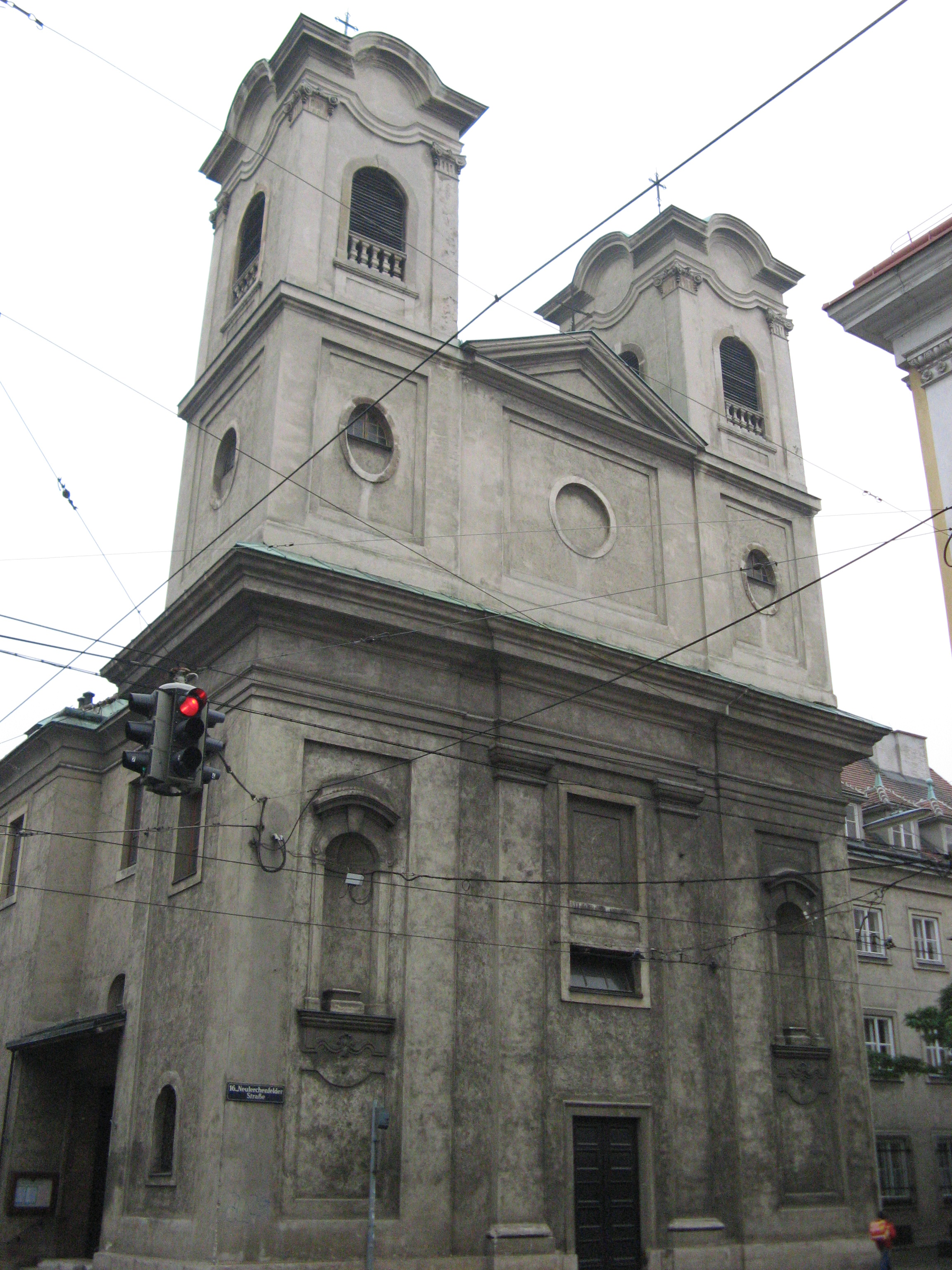
Pfarrkirche Neulerchenfeld (2008)

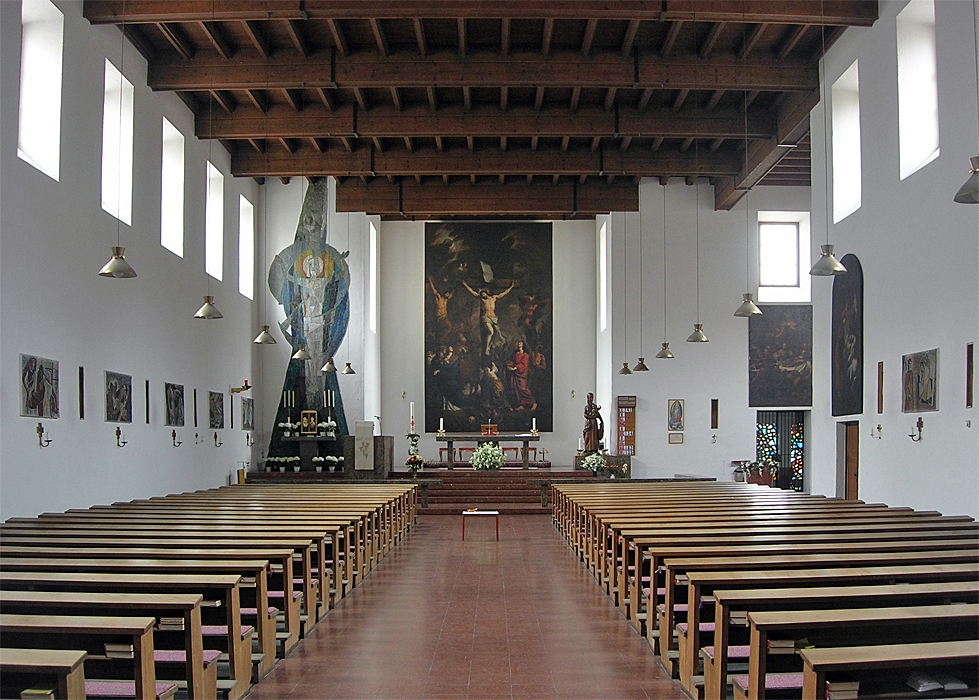
Der Saalbau von 1957, noch mit dem Hochaltarbild bis 2013 (2006)

Die Mariä-Geburt-Kirche (serbisch: Црква Рођења Пресвете Богородице, Crkva Rođenja Presvete Bogorodice) ehemals Neulerchenfelder Pfarrkirche ist eine serbisch-orthodoxe Kirche im 16. Wiener Gemeindebezirk Ottakring in der Neulerchenfelder Straße 47. Das Gebäude steht unter Denkmalschutz (Listeneintrag).
Die ursprünglich römisch-katholische Pfarrkirche und Pfarrgemeinde, gewidmet der Allerheiligsten Gottesmutter Maria, wurde auf Beschluss der Erzdiözese Wien 2013 aufgelöst. Dies war bereits für 2011 vorgesehen, wurde jedoch lange durch einen Rekurs der Gemeinde bei der Römischen Rota verzögert. Seit 2014 wird sie von der serbisch-orthodoxen Kirche genutzt.
Sie ist die Pfarrkirche der Pfarren I bis IV und der gleichnamigen Kirchengemeinde im Dekanat Ost-Österreich, der Eparchie Österreich-Schweiz der Serbisch-Orthodoxen Kirche. Das Gotteshaus ist mit dem Patrozinium Mariä Geburt versehen. 

## Geschichte
Das Stift Klosterneuburg betreute pfarrlich das Gebiet des heutigen Ottakring bis 1848. Das Einverständnis zum Bau einer Kirche in Neulerchenfeld, einem neuen Vorort, der sich östlich von Ottakring und westlich des Gürtels gebildet hatte, wurde am 29. August 1732 von Propst Ernest von Perger gegeben. Die Fertigstellung des Kirchenbaus zog sich bis in das Jahr 1753. Mit der Weihe dauerte es wiederum bis zum 28. Mai 1757, als Weihbischof Franz Anton Maurer die Kirche auf das Patrozinium Schmerzhafte Mutter Gottes weihte. Die Filialkirche der Alt-Ottakringer Pfarrkirche wurde am 4. Mai 1761 durch Fürsterzbischof Kardinal Christoph Anton von Migazzi ausgegliedert und zur selbständigen Pfarrkirche erhoben.
1939 wurde die Filialkirche Maria Namen, welche das Hipp-Viertel gleich hinter dem Gürtel betreut, zur selbständigen Pfarrkirche erhoben.
Am 15. Jänner 1945 wurde die Kirche durch einen Bombenangriff bis auf die Türme nahezu vollständig zerstört; erhalten blieben jedoch der Tabernakel und die Statue der Schmerzhaften Muttergottes. Der heutige Saalbau wurde am 27. Oktober 1957 geweiht.
Aufgrund des hohen Migrantenanteils in diesem Stadtteil sind die Römisch-Katholiken inzwischen zu einer Minderheit im Pfarrgebiet geworden. 2010 beschloss die Erzdiözese Wien, die Kirche der Serbisch-orthodoxen Kirche, Diözese für Österreich und Schweiz zu übergeben, um dem Platzmangel der Wiener serbisch-orthodoxen Kirchengemeinde abzuhelfen und selbst Kosten zu sparen.
Am 31. August 2013 wurde die Pfarre Neulerchenfeld aufgelöst. Das Pfarrgebiet ging an die Pfarre Maria Namen.
Das Grundstück mit dem Kirchengebäude wurde 2014 an die Serbisch-orthodoxe Kirchengemeinde zum Hl. Sava in Wien verschenkt, diese Kirchengemeinde ist als Eigentümerin im Grundbuch eingetragen. Eine Bekämpfung der Schenkung blieb erfolglos. Der Denkmalschutz des Gebäudes ist im Grundbuch noch unter der früheren Bezeichnung „Kath. Pfarrkirche, Neulerchenfelder Pfarrkirche Schmerzhafte Mutter Gottes“ ersichtlich gemacht, was aber an der rechtlichen Situation nichts ändert.

## Kirche

### Beschreibung
Der Maurermeister Andreas Perthold und der Zimmermeister Wolfgang Hillebrand bauten die Kirche, die kurze Zwillingstürme aufweist. Das ca. 7 × 4 m große Hochaltarbild des Neubaus der katholischen Kirche, das als Eigentum des Domkapitels des Stephansdoms nur verliehen war, stammte von Joachim von Sandrart, die Pietà von Johann Theny, Mosaike von Hermann Bauch. Das Hochaltarbild kam nach Auflassung der Pfarre 2013 wieder in den Stephansdom und wurde dort 2019 über dem Eingang zur Halle des Adlertores angebracht.

### Glocken
Die sechs Glocken sind auf die beiden Türme aufgeteilt.
| Glocke | Schlagton | Gewicht  | Gießer                 | Gussjahr | Material |
| ------ | --------- | -------- | ---------------------- | -------- | -------- |
| I      | a′        | 1100 kg0 | Glockengießerei Böhler | 1921     | Stahl    |
| II     | cis″      | 700 kg   | Glockengießerei Böhler | 1921     | Stahl    |
| III    | e″        | 400 kg   | Glockengießerei Böhler | 1921     | Stahl    |
| IV     | fis″      | 250 kg   | Glockengießerei Böhler | 1921     | Stahl    |
| V      | e″        | 120 kg   | Peter Hilzer           | 1885     | Bronze   |
| VI     | gis″      | 085 kg   | Franz Scheichel        | 1737     | Bronze   |